# Lycaena fasciatus
Lycaena fasciatus är en fjärilsart som beskrevs av Cockerell 1889. Lycaena fasciatus ingår i släktet Lycaena och familjen juvelvingar. Inga underarter finns listade i Catalogue of Life.